# Elizabeth Minter
Elizabeth Minter (* 23. August 1965) ist eine ehemalige australische Tennisspielerin, die wie ihre Schwester Anne Minter auf der WTA Tour antrat.

## Karriere
Auf der WTA Tour gewann sie insgesamt zwei Doppeltitel. 1983 gewann sie im Einzel den Juniorinnentitel bei den US Open.
Für die australische Fed-Cup-Mannschaft bestritt sie 1984 zwei Partien im Doppel, von denen sie beide gewann.

## Turniersiege

### Doppel
| Nr. | Datum          | Turnier        | Kategorie | Belag     | Partnerin      | Finalgegnerinnen                    | Ergebnis      |
| --- | -------------- | -------------- | --------- | --------- | -------------- | ----------------------------------- | ------------- |
| 1.  | September 1984 | Salt Lake City | WTA       | Hartplatz | Anne Minter    | Heather Crowe Robin White           | 6:1, 6:2      |
| 2.  | September 1984 | Richmond       | WTA       | Hartplatz | JoAnne Russell | Jennifer Mundel Felicia Raschiatore | 6:4, 3:6, 7:6 |

## Abschneiden bei Grand-Slam Turnieren

### Einzel
| Turnier         | 1983 | 1984 | 1985 | 1986 | 1987 | 1988 | 1989 | Bilanz | Karriere |
| --------------- | ---- | ---- | ---- | ---- | ---- | ---- | ---- | ------ | -------- |
| Australian Open | 1    | AF   | 1    | —    | 1    | 1    | 1    | 2:6    | AF       |
| French Open     | —    | —    | 1    | 1    | 1    | 1    | —    | 0:4    | 1        |
| Wimbledon       | 1    | —    | 2    | 3    | 1    | 3    | —    | 5:5    | 3        |
| US Open         | —    | —    | 1    | 3    | 1    | 1    | —    | 2:4    | 3        |

### Doppel
| Turnier         | 1983 | 1984 | 1985 | 1986 | 1987 | 1988 | Bilanz | Karriere |
| --------------- | ---- | ---- | ---- | ---- | ---- | ---- | ------ | -------- |
| Australian Open | 1    | VF   | 1    | —    | 1    | 1    | 2:5    | VF       |
| French Open     | —    | —    | 2    | 1    | 1    | 1    | 1:4    | 2        |
| Wimbledon       | 2    | 1    | 1    | 1    | AF   | —    | 3:5    | AF       |
| US Open         | 1    | 2    | 2    | 1    | 1    | —    | 2:5    | 2        |